# Бонито, Джузеппе
Джузеппе Бонито (итал. Giuseppe Bonito; 1 ноября 1707, Кастелламмаре-ди-Стабия — 19 мая 1789, Неаполь) — итальянский живописец неаполитанской школы, писавший в переходный период от позднего барокко к классицизму.

## Жизнь и творчество
Дж. Бонито был учеником неаполитанского художника Франческо Солимены, его ранние работы перенимают манеру рисунка Солимены. Одним из его современников был Траверси, Гаспаре Гаспаре Траверси. Многие картины Траверси ранее также приписывали Бонито. Позднее Бонито нашёл собственный стиль, для которого характерны особые эффекты светотени. Основными жанрами, в которых работал художник были портрет и бытовые сценки. Картины Бонито, изображающие уличные сценки с беспризорными детьми и персонажами Комедии дель арте грубоваты по манере рисунка, но отличаются жизненностью и юмором. Он также много работал по заказам неаполитанских церквей и монастырей.
В 1751 году Джузеппе Бонито стал придворным художником неаполитанского королевского двора, Бонито много внимания уделял фресковым росписям. Он создавал росписи Королевского дворца в Портичи. Во дворце Каподимонте Бонито участвовал в систематизации собрания живописи, размещённого в двенадцати больших залах, разделённых по художникам и живописным школам. Наряду с музейной экспозицией ещё в 1755 году во дворце была создана «Королевская академия обнажённой натуры» (la Reale Accademia del Nudo). Бонито стал руководителем этой школы, а также возглавил Королевскую шпалерную мануфактуру. Он также писал портреты, в том числе портрет Марии Амалии Саксонской, жены Карла VII, короля Неаполя, и Карла III Испанского. Алтарный образ Непорочного Зачатия был написан в 1789 году для капеллы Королевского дворца в Казерте.
В 1752 году Джузеппе Бонито был принят в Академию святого Луки в Риме. Выполняя крупные королевские заказы, Бонито сотрудничал с живописцем Франческо де Мура. Бонито скончался в Неаполе. Одним из его учеников был Анджело Моццилло.

## Галерея

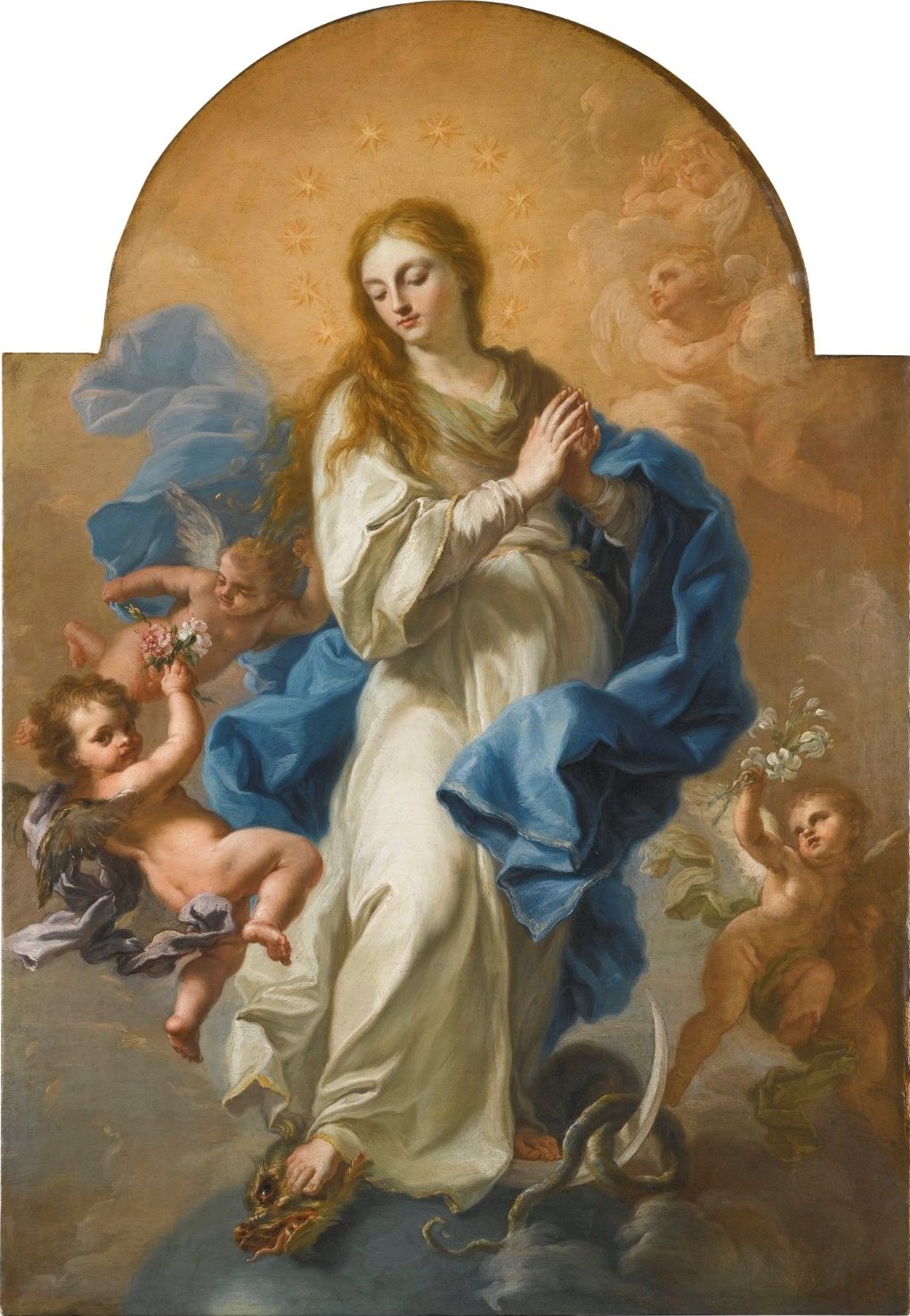
Мадонна Иммакулата (Образ Непорочного зачатия). 1789. Холст, масло. Королевский дворец, Казерта
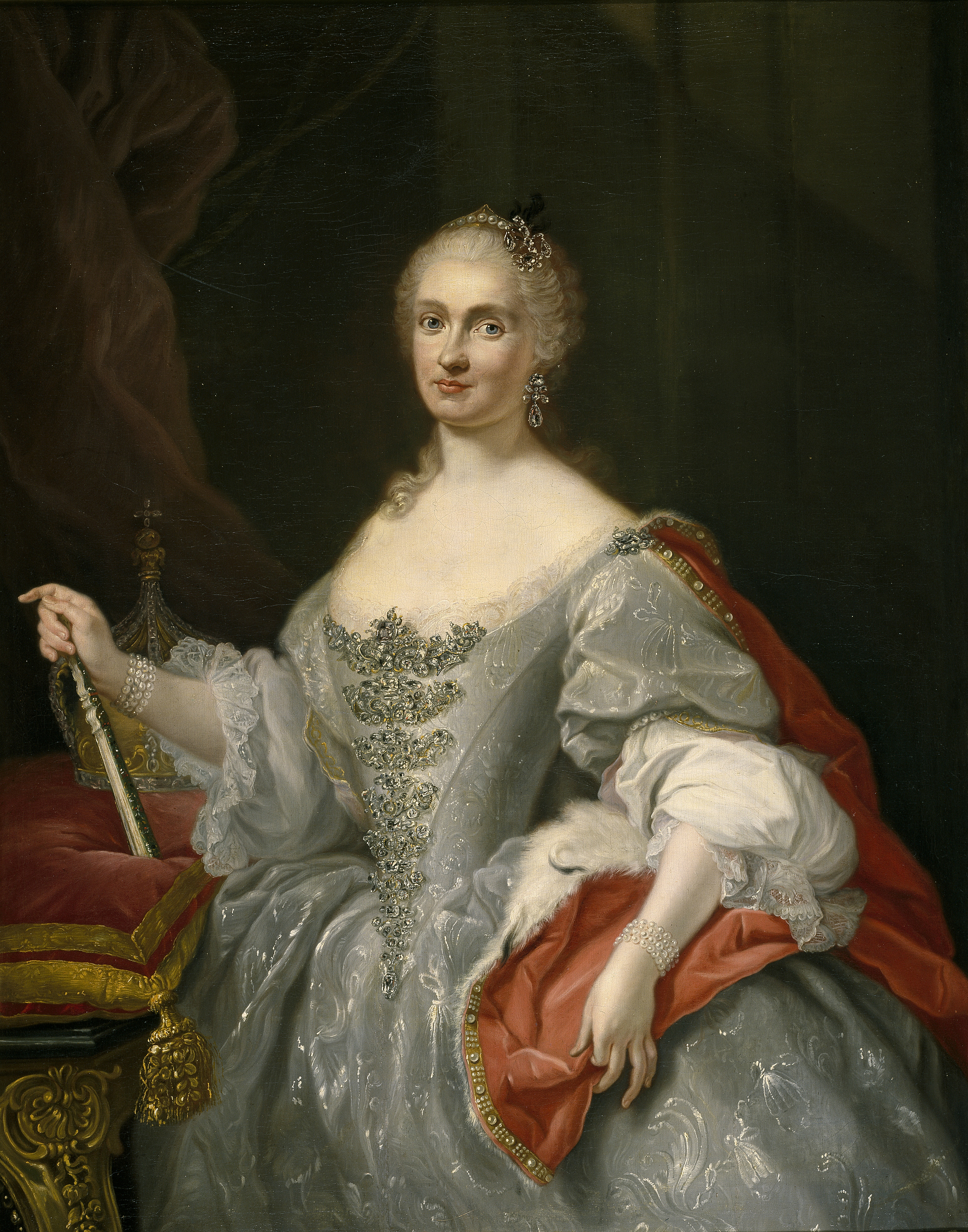
Mария Амалия Саксонская, королева Неаполя. Ок. 1745. Холст, масло. Прадо, Мадрид
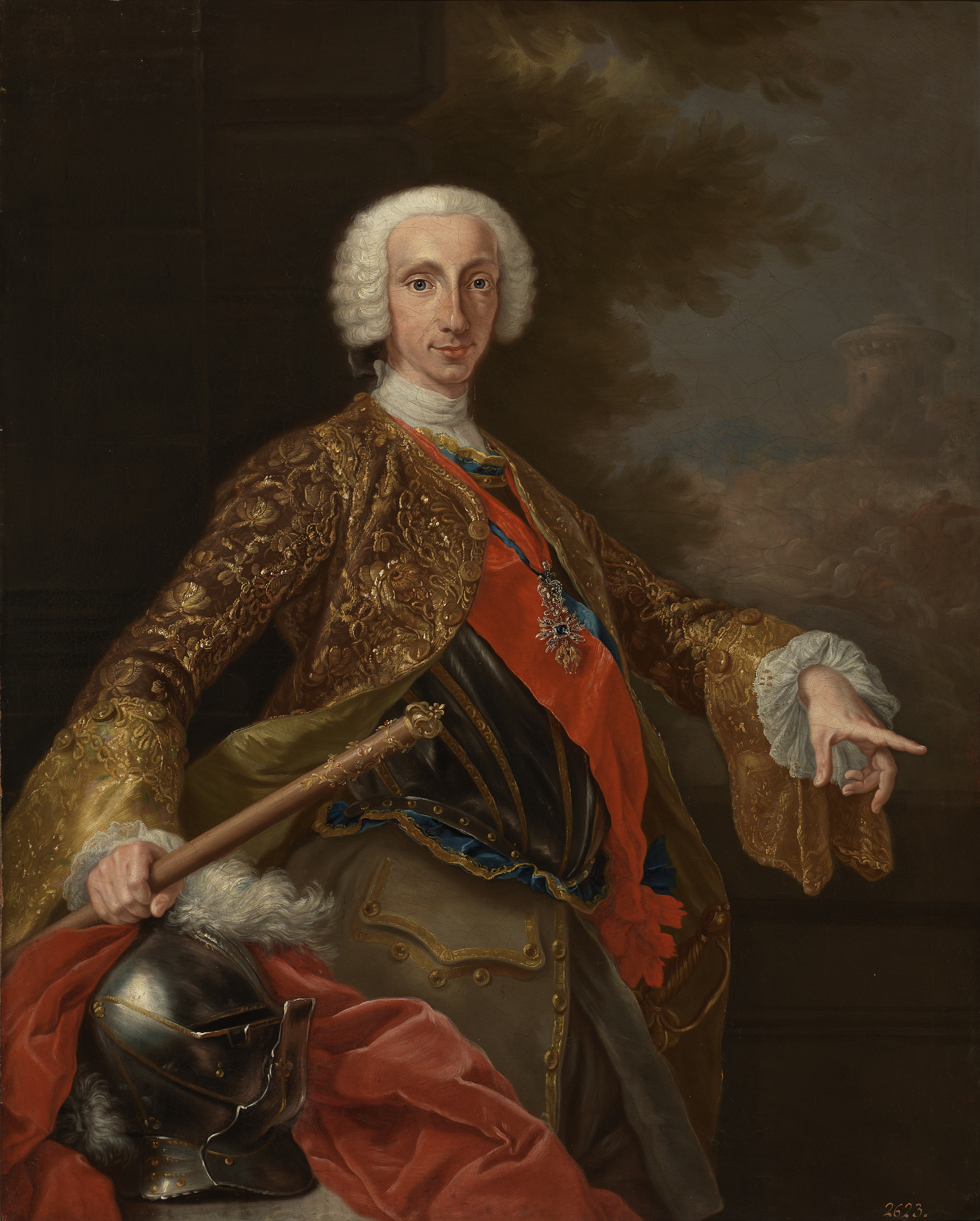
Портрет Карла Бурбона, короля Обеих Сицилий. 1745. Холст, масло. Прадо, Мадрид
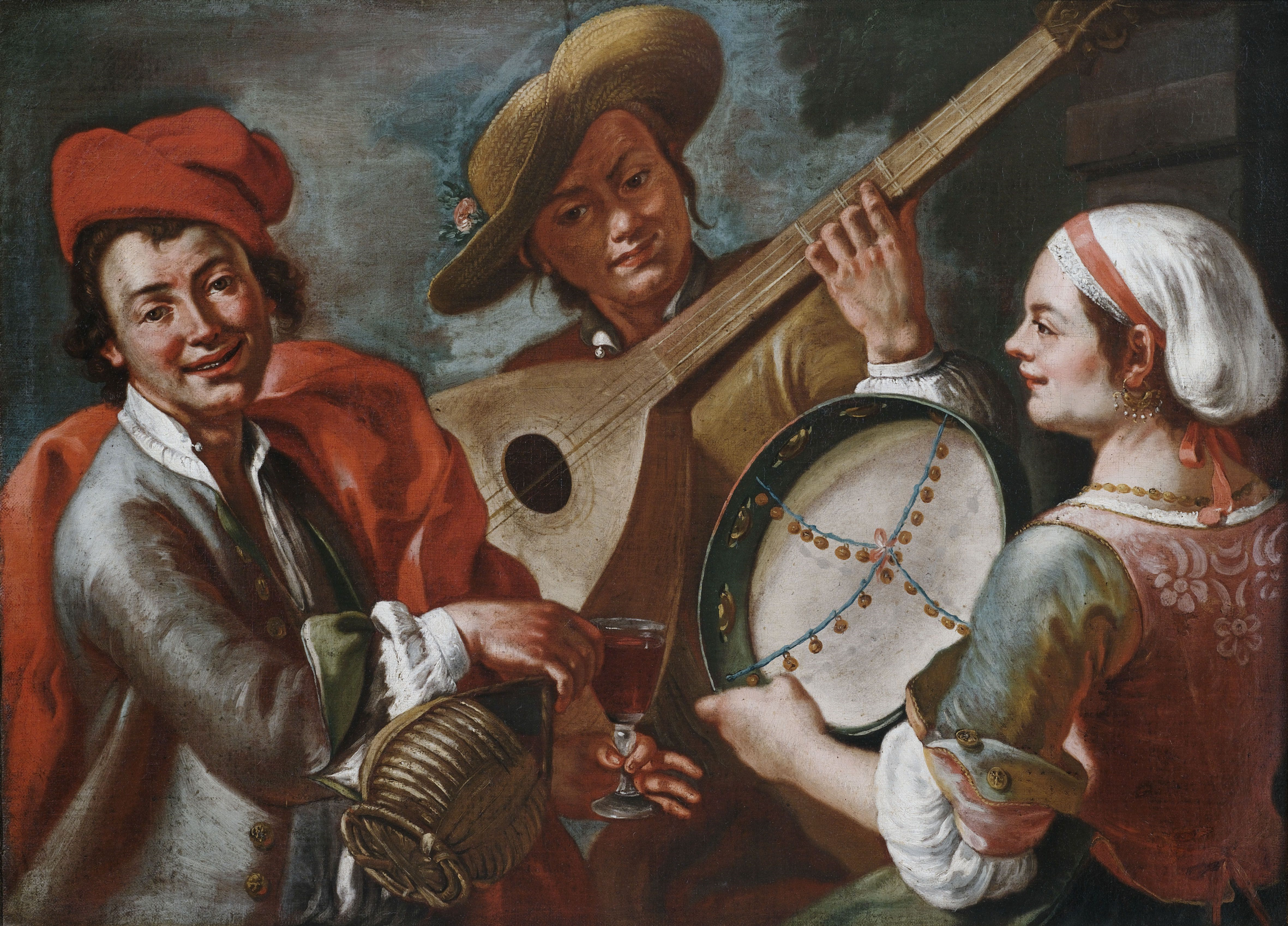
Концерт. Ок. 1789. Холст, масло. Частное собрание
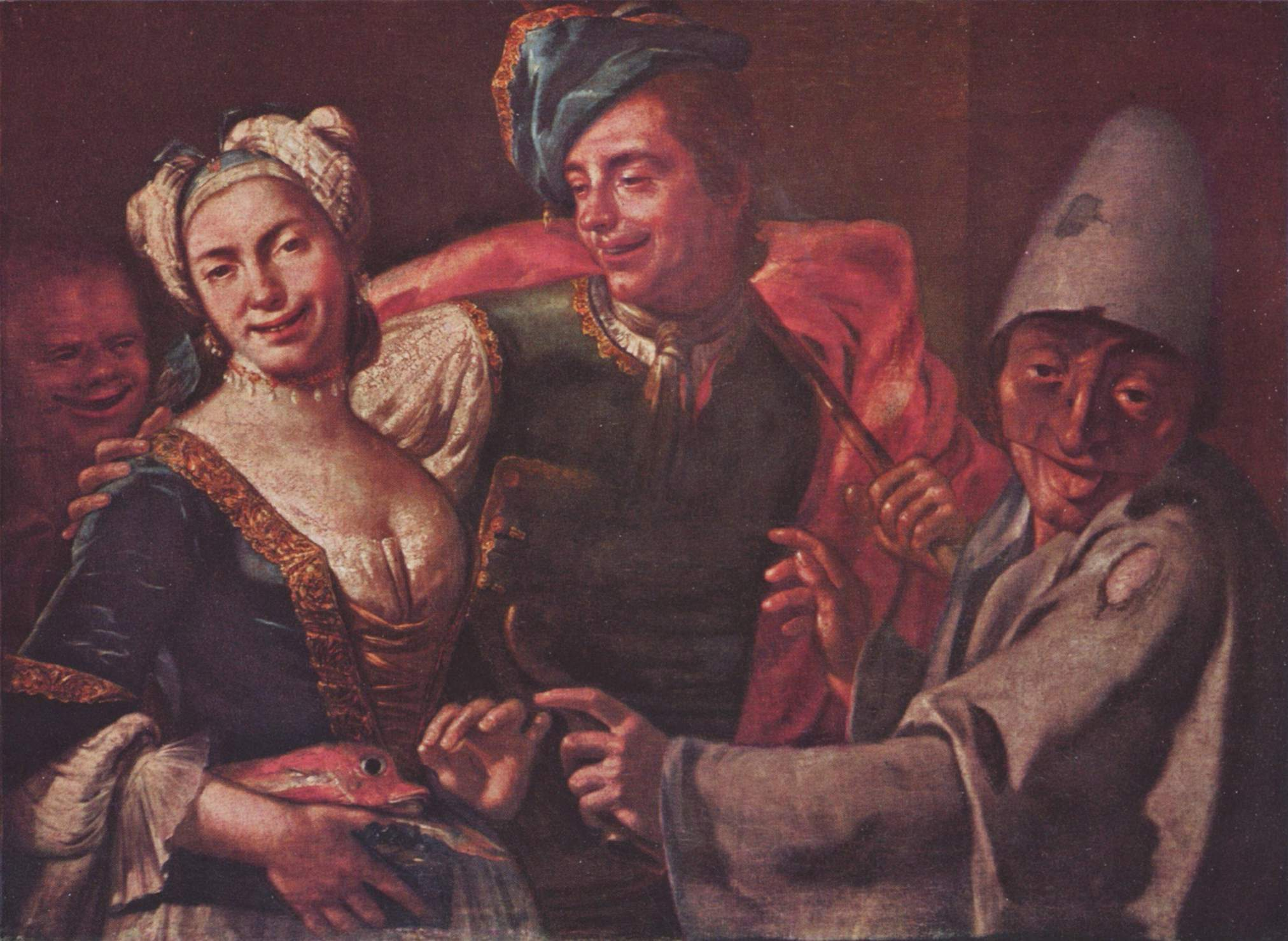
Сцена с карнавальными персонажами, в том числе Пульчинеллой. Холст, масло. Галерея Каподимонте, Неаполь
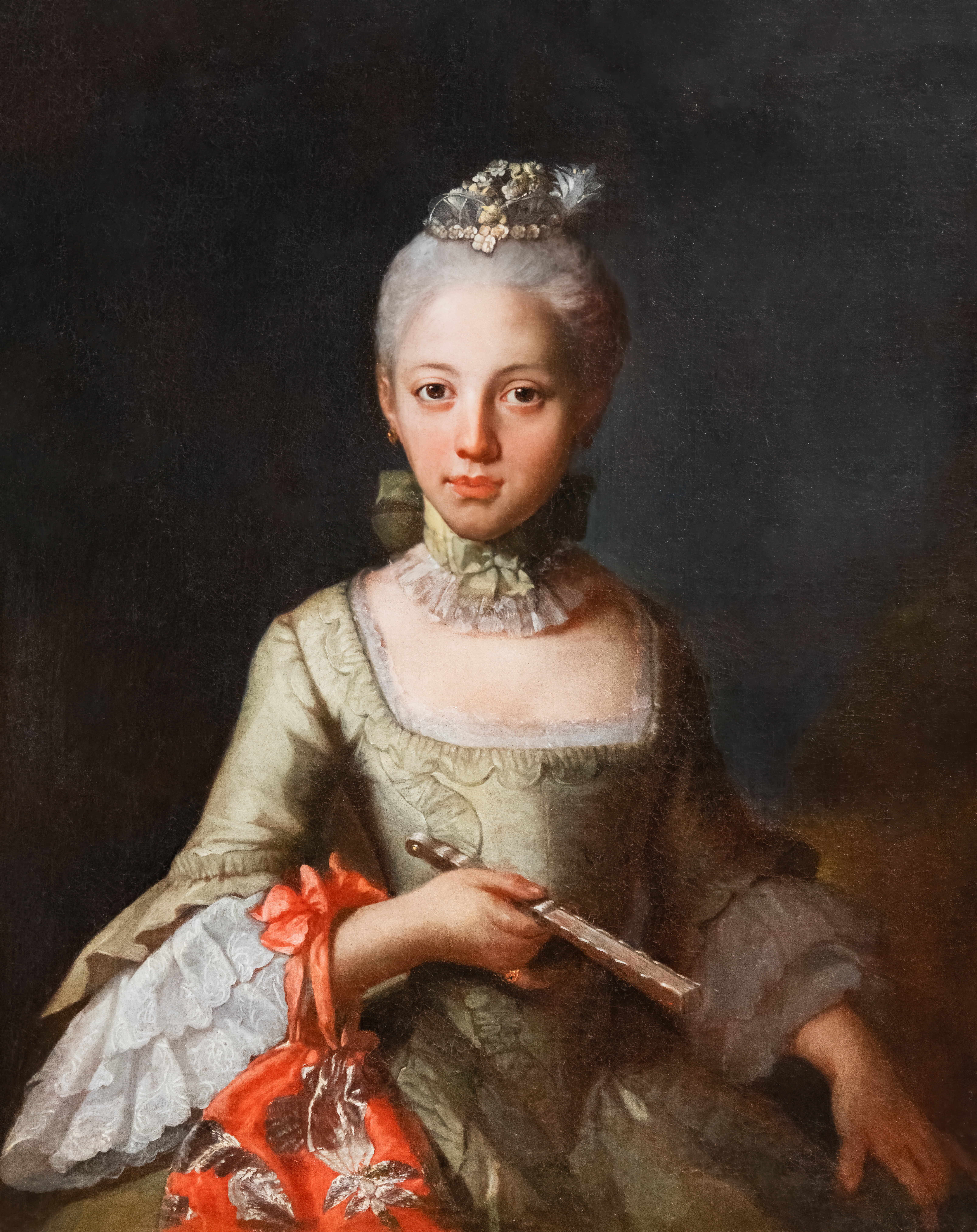
Портрет девушки. 1745. Холст, масло. Музей искусства и истории, Нарбон
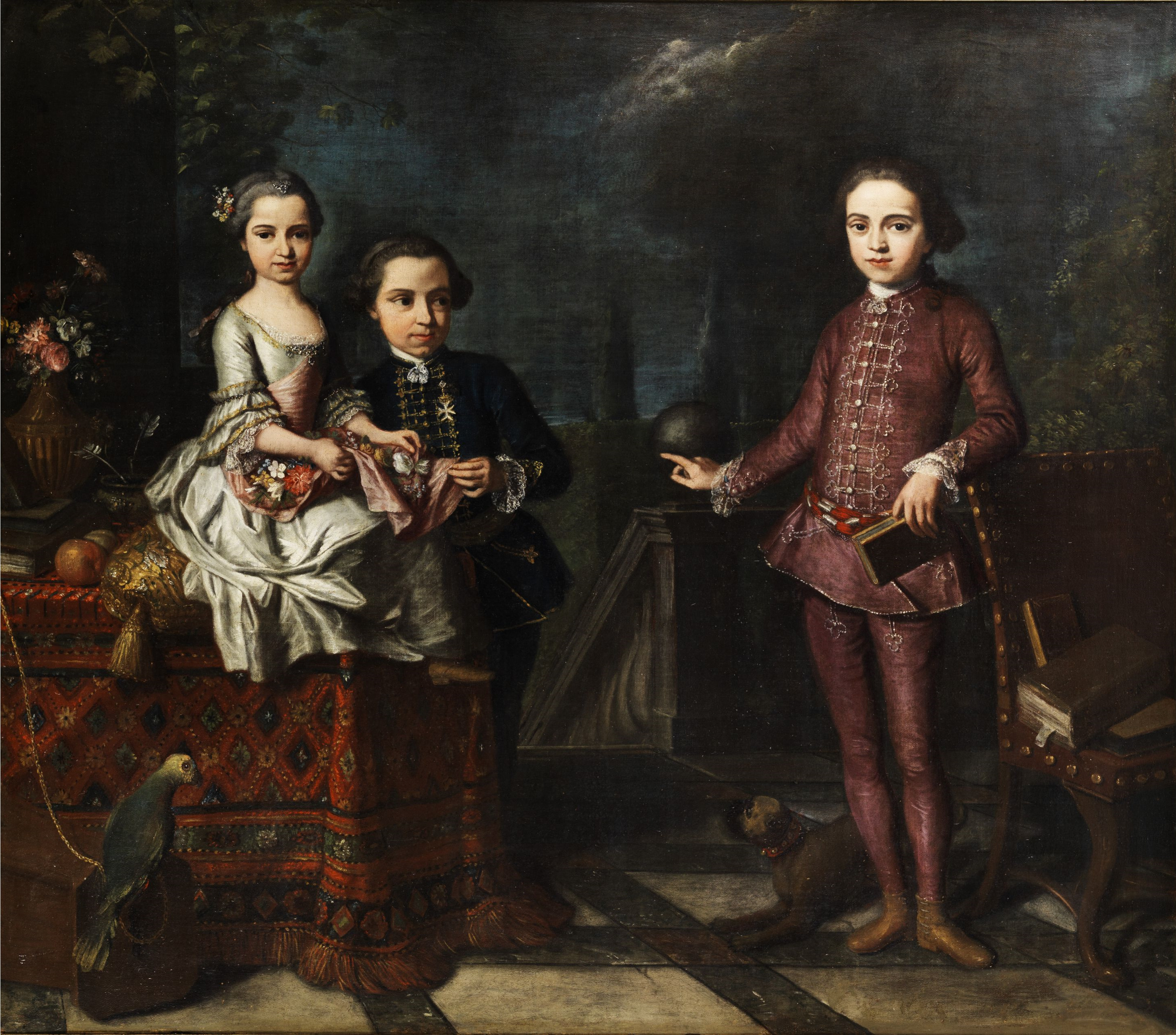
Портрет трёх детей из дворянской семьи. Холст, масло. Частное собрание